# Joodse begraafplaats (Worms)
De Joodse Begraafplaats (ter plaatse bekend onder de naam Heiliger Sand) te Worms is de oudste nog bestaande joodse begraafplaats van Europa. De naam Heiliger Sand zou volgens de overlevering verband houden met het uit het Heilige Land aangevoerd zand waarmee de dodenakker werd opgehoogd.
De 158,98 hectare grote dodenakker werd waarschijnlijk  tegelijkertijd met de bouw van de eerste synagoge van Worms in 1034 aangelegd, vermoedelijk op de plaats van een voormalige zandgroeve. De oudste grafsteen op de begraafplaats stamt uit het jaar 1058. Er zijn nog een aantal grafstenen uit de 11e eeuw, die eenvoudig te herkennen zijn aan de eenvoudige rechthoekige vorm en de omlijsting van het tekstveld. Vergelijkbaar zijn de stenen uit de 12e eeuw, maar dan ontbreekt een omlijsting om het tekstveld. In het jaar 1260 werd de dodenakker ommuurd. Niet alleen de hoge ouderdom van de dodenakker bepaalt het belang van de begraafplaats, ook  werden er tal van bekende Joodse geleerden begraven. In totaal zijn er ongeveer 2000 graven. Eigenaardig is dat de graven op een enkele uitzondering na allemaal op het zuiden georiënteerd zijn.
Nadat in 1911 een nieuwe joodse begraafplaats buiten de stad werd aangelegd bleef de oude begraafplaats nog enige tijd in gebruik. De laatste bijzettingen vonden in de late jaren 1930 plaats.
In de buurt van de ingang bevinden zich de grafstenen van Meir von Rothenburg († 1293) en Alexander ben Salomon Wimpfen († 1307). Ze behoren tot de belangrijkste grafmonumenten van de begraafplaats en worden door joden uit alle windstreken bezocht. Meer belangrijke grafmonumenten liggen vooral in het zogenaamde Rabinnental en in de omgeving daarvan. Hier zijn o.a. de graven van rabbi Nathan ben Isaak († 1333), rabbi Jakob ben Moses haLevi Molin, genoemd MaHaRil, († 1427), rabbi Meir ben Isaak († 1511) en Elia Loanz, genannt Baal-Schem († 1636).
De begraafplaats werd in de jaren 1933-1945 met rust gelaten. In 1945 werden tijdens bombardementen op de stad een aantal oude grafstenen vernield, maar nadien gerestaureerd.

## Afbeeldingen

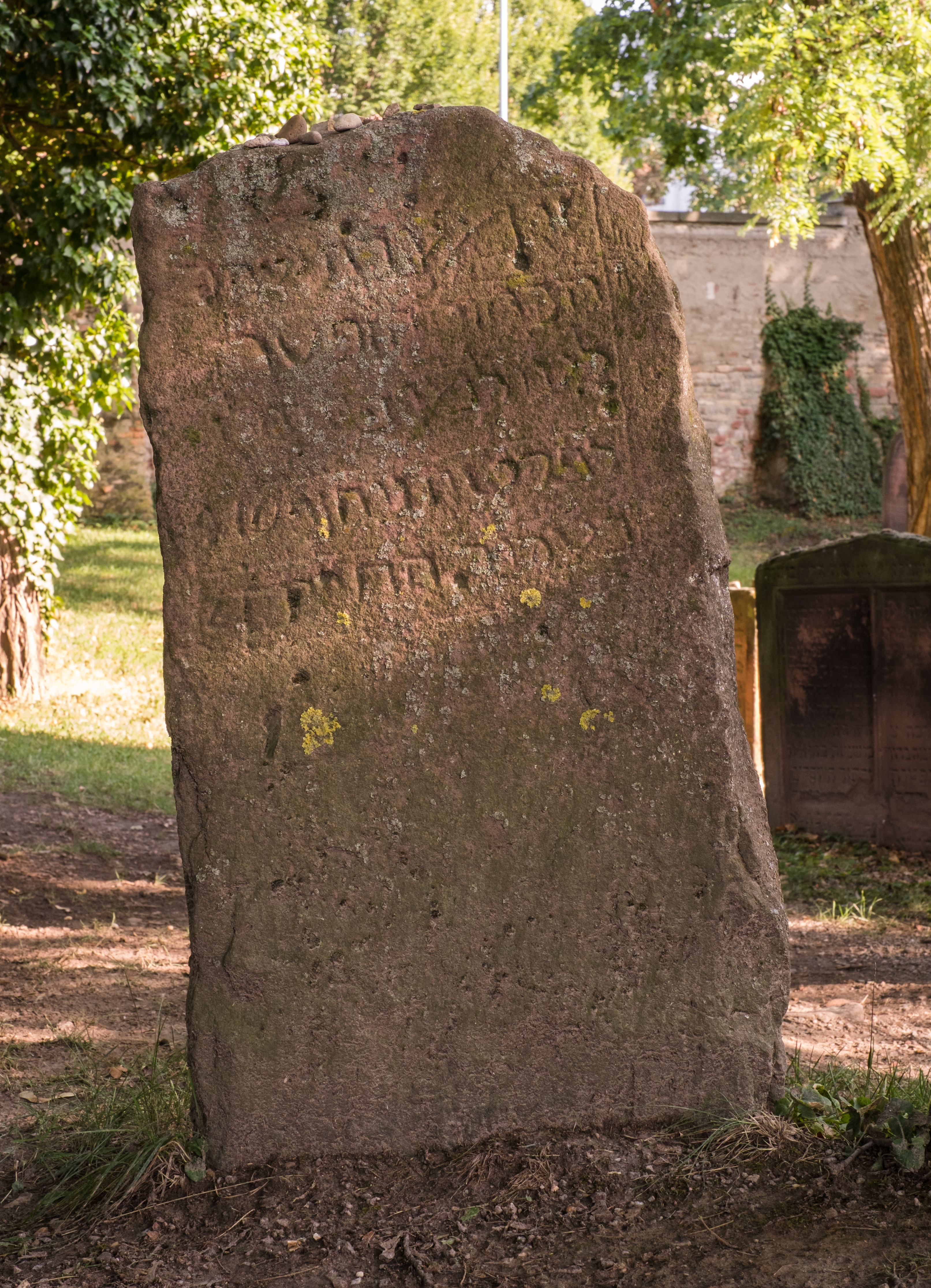
Grafsteen van Jakob ha-Bachur, de op een na oudste grafsteen (1076-1077) van de begraafplaats.
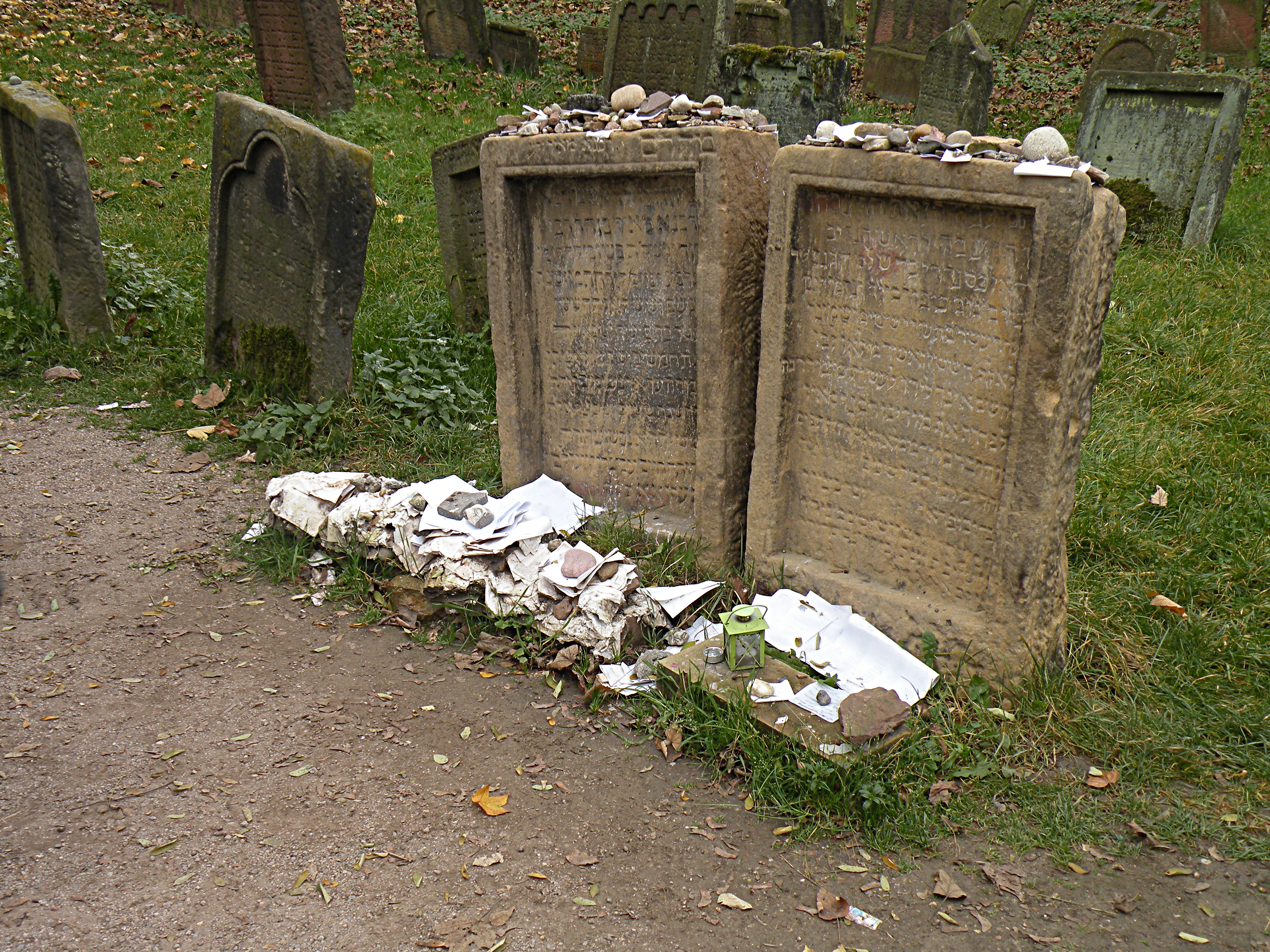
Graven van rabbi Meir von Rothenburg (links) en van Alexander ben Salomo Wimpfen.
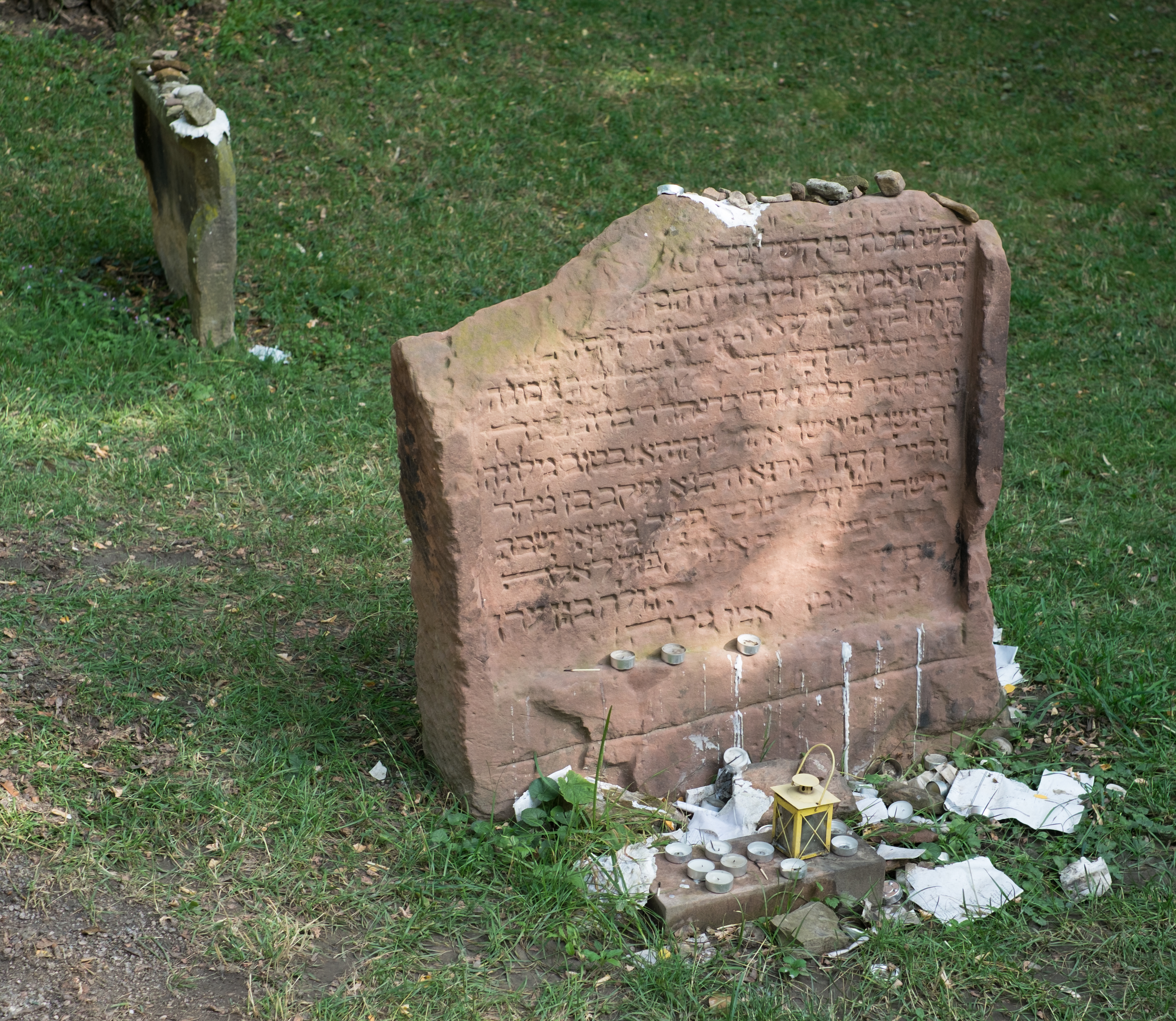
Graf van de rabbi Jakob Molin, 1427, in het Rabbijnendal. Op verzoek van de overledene is het graf vrijstaand en het enige graf dat oostelijk georiënteerd is.
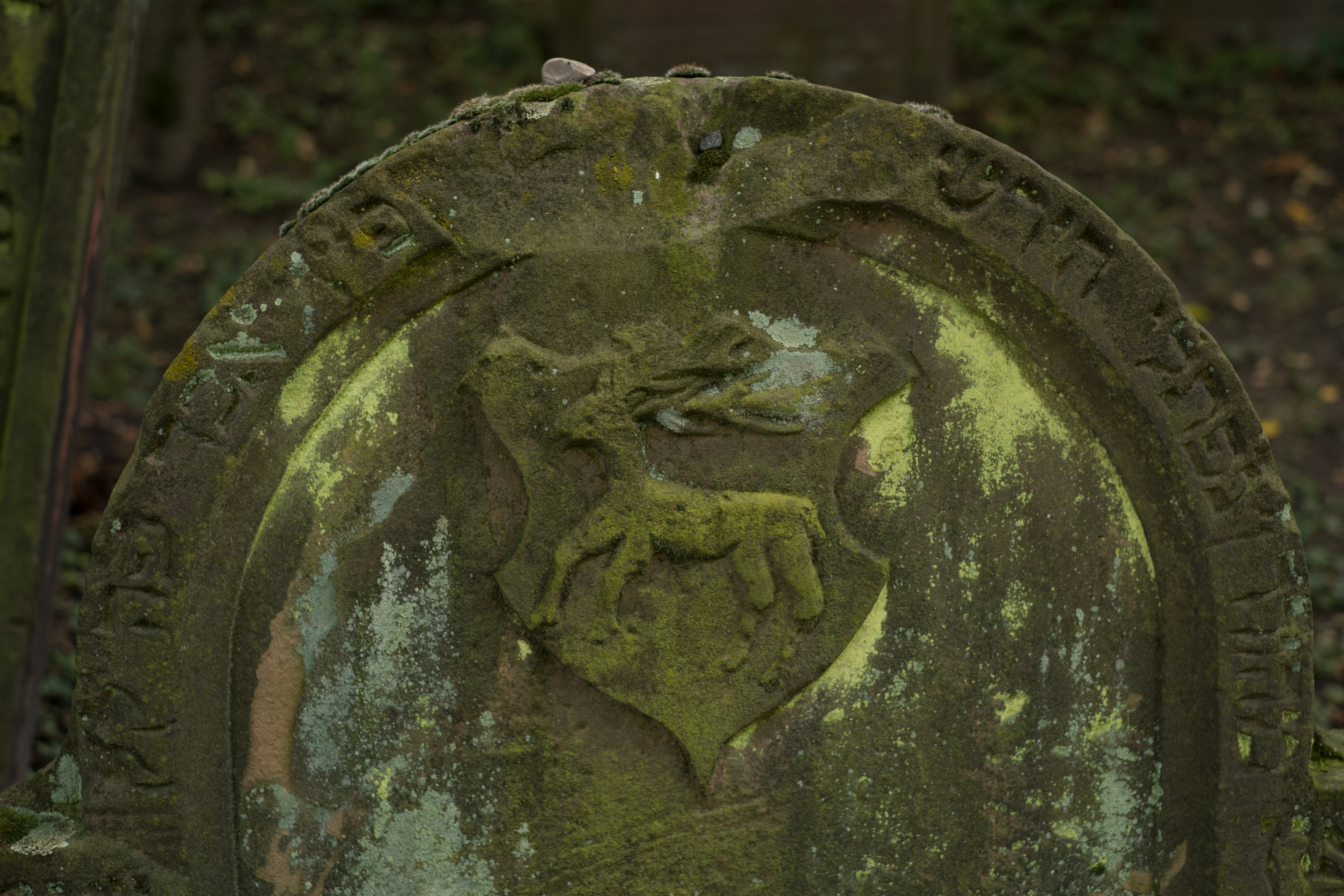
Graf van de rabbi Naphtali Hirsch Spitz, Rabbijnendal.